# Ходаки (Житомирская область)
Ходаки́ (укр. Ходаки) — село на Украине, основано в 1570 году, находится в Коростенской городской общине Житомирской области. В селе Ходаки расположен дендропарк, в котором выращиваются лекарственные растения.
Код КОАТУУ — 1822386201. Население по переписи 2001 года составляет 270 человек. Почтовый индекс — 11540. Телефонный код — 4142. Занимает площадь 1,869 км².

## Галерея

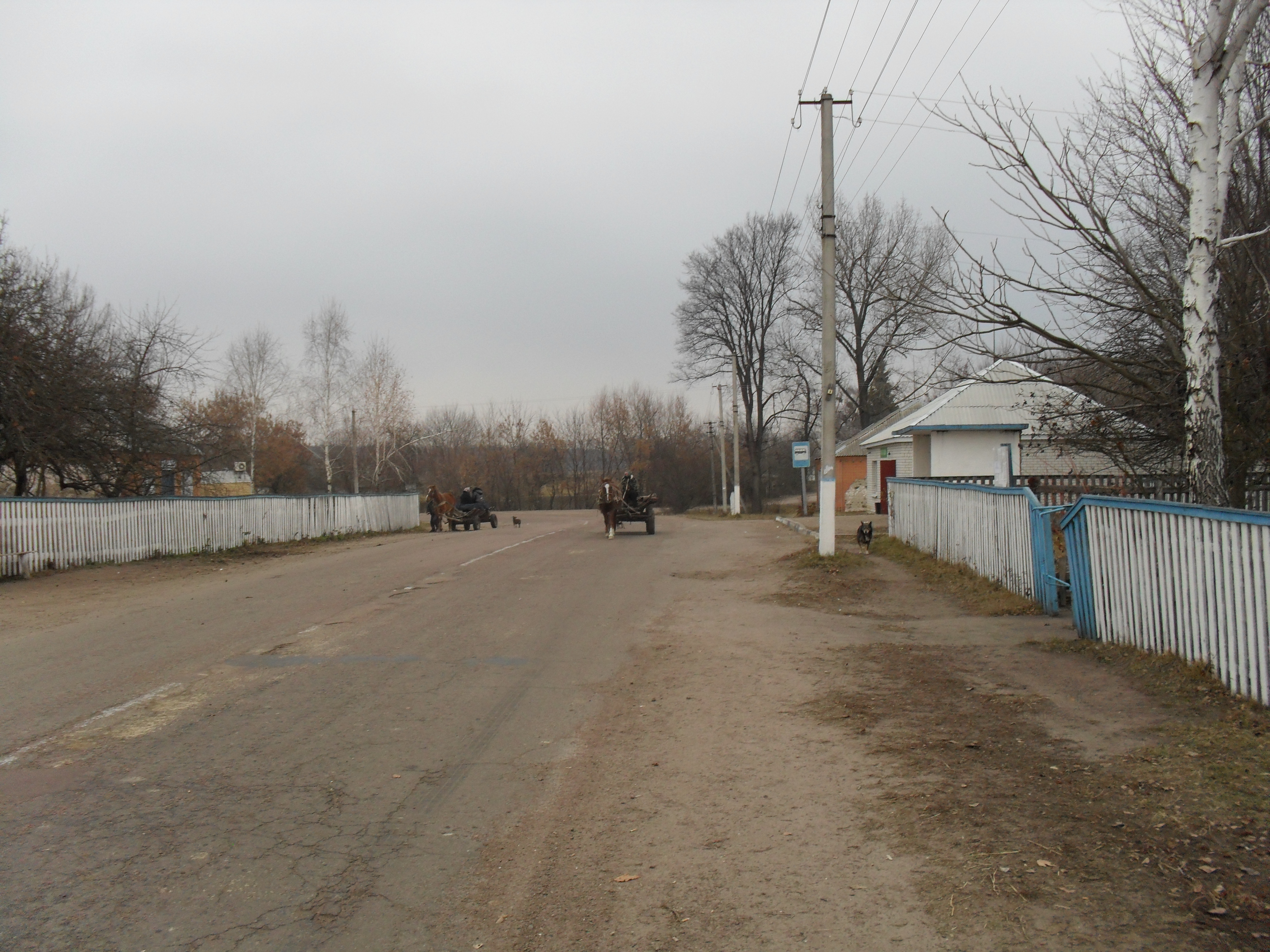
На улице села
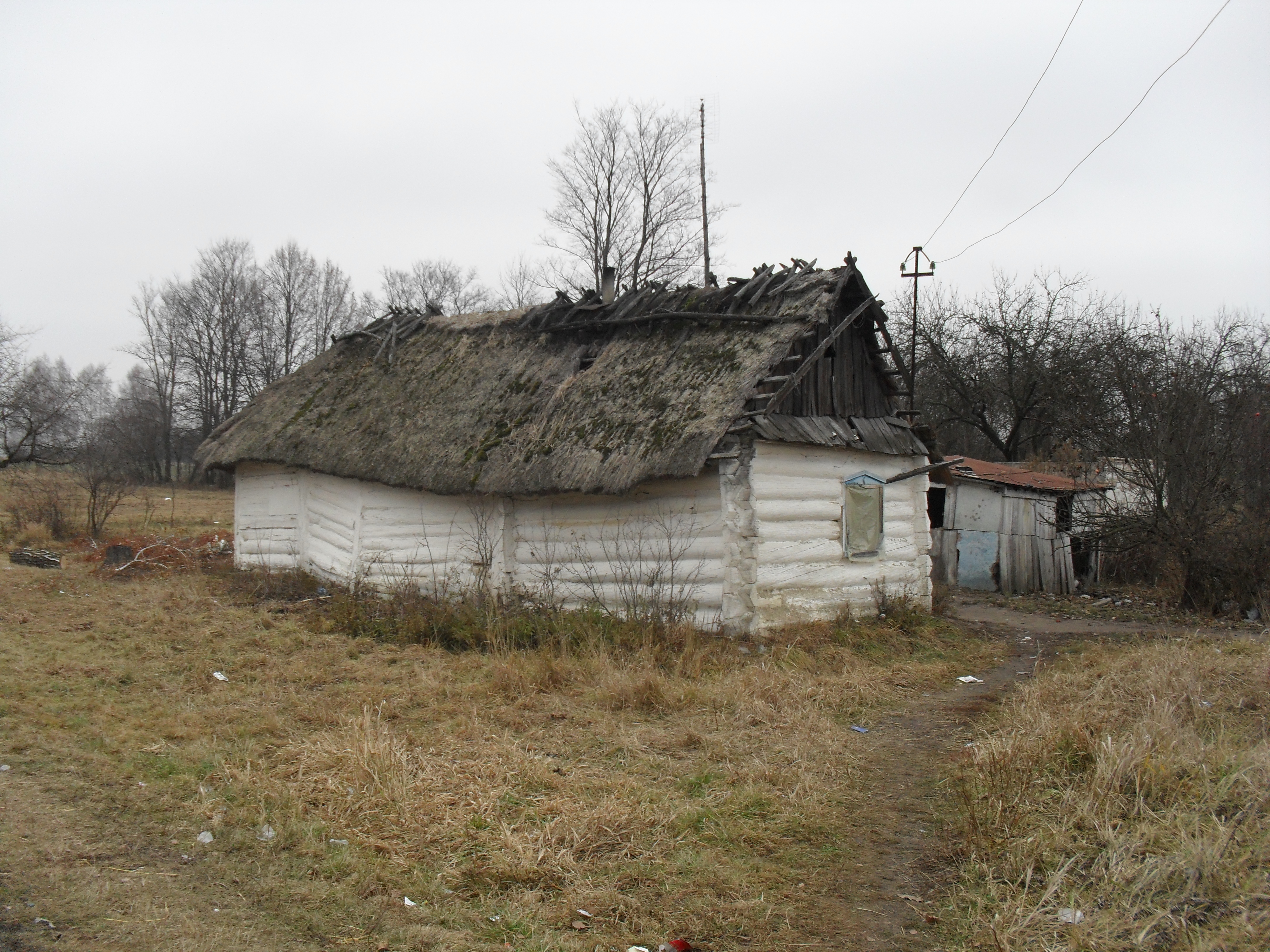
Старая хата
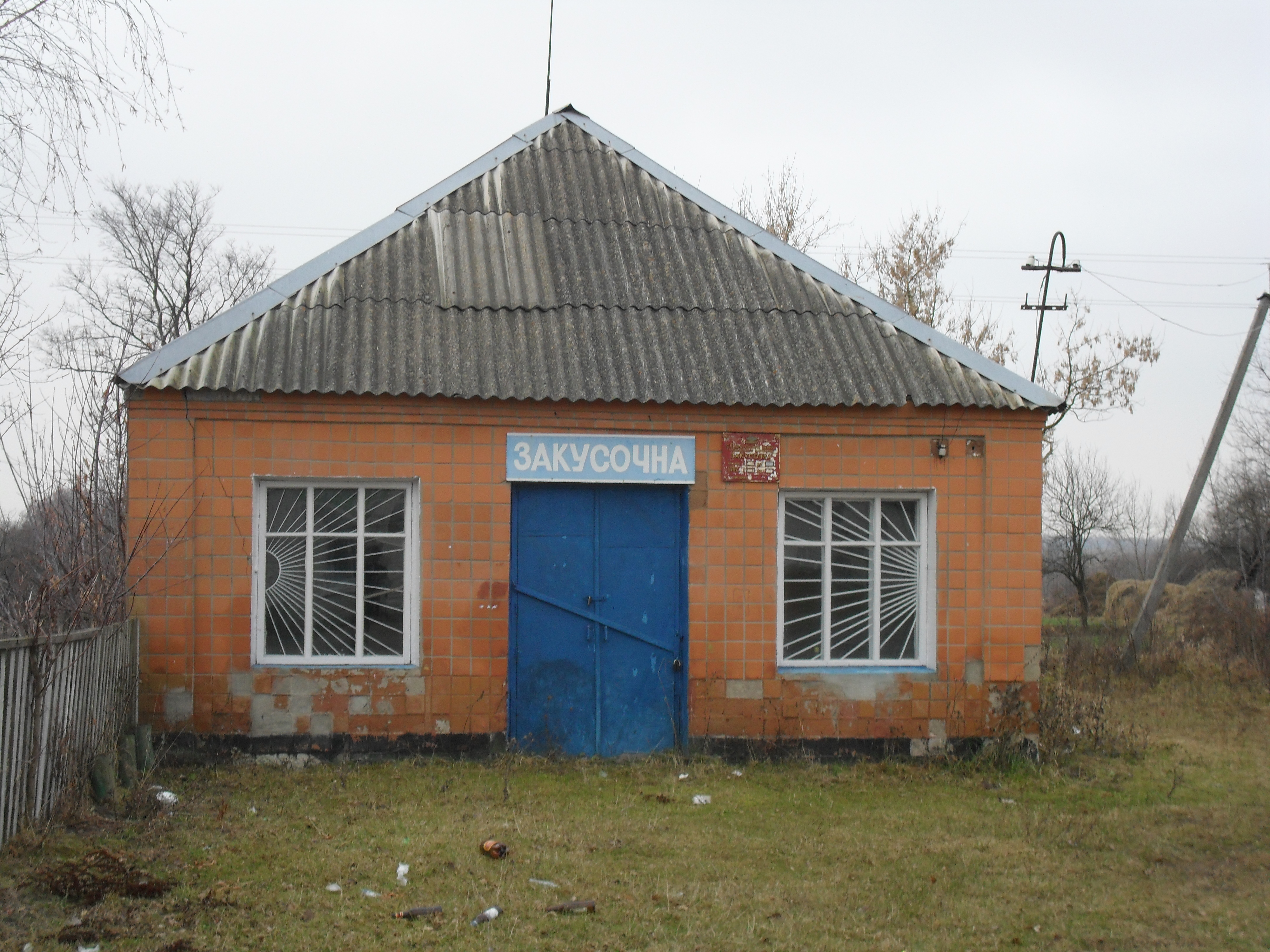
Закусочная
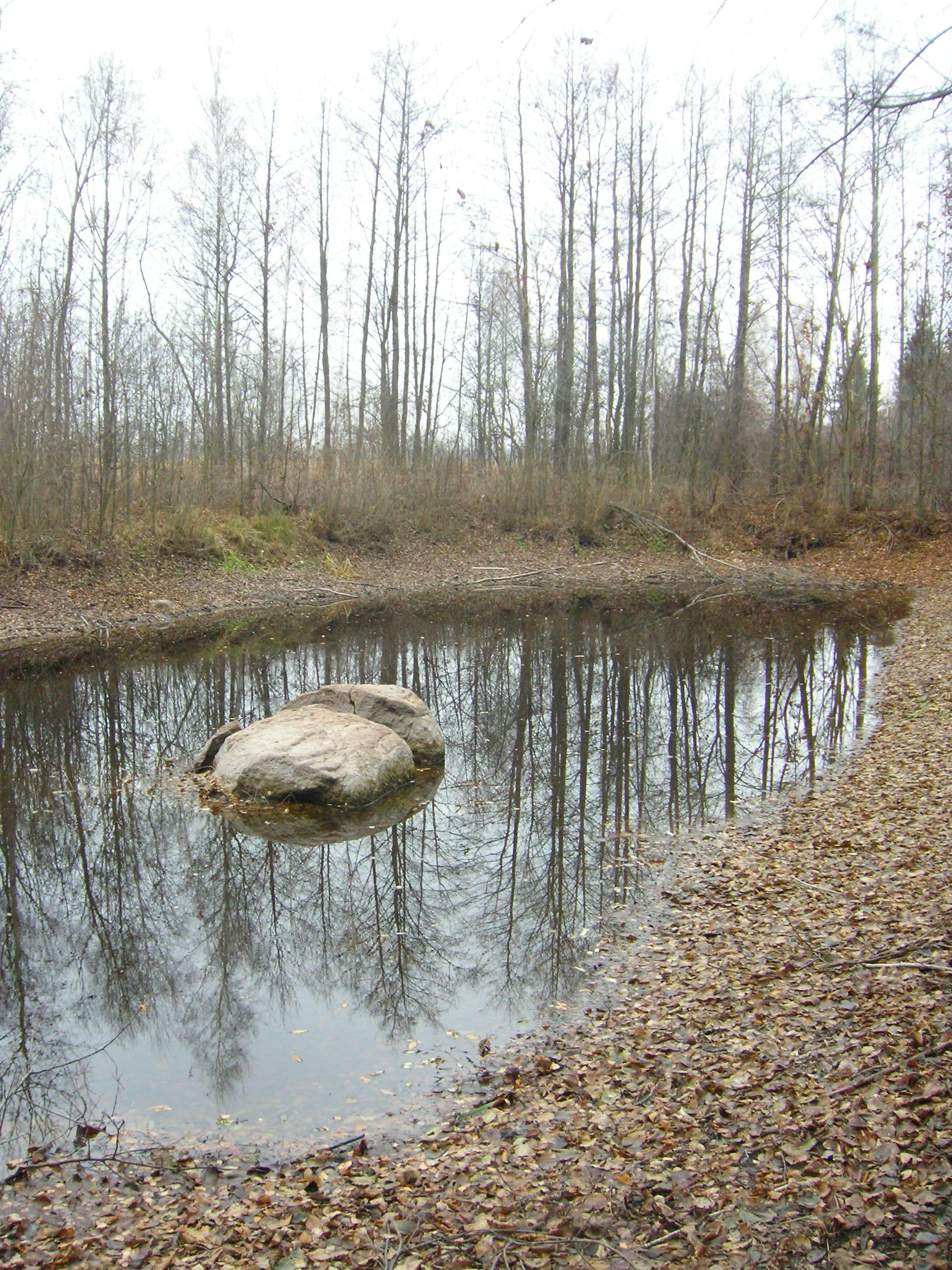
На территории дендропарка